# Copa FGF de 2019
A Copa FGF de 2019 ou Copa Seu Verardi é a décima quinta edição do torneio realizado pela Federação Gaúcha de Futebol. O nome que a competição recebeu este ano, homenageou ao funcionário mais antigo do Grêmio, Antônio Carlos Ricci Verardi, que faleceu no dia 24 de abril de 2019. O campeão dessa competição poderá optar por entrar na Copa do Brasil de 2020 ou no Campeonato Brasileiro de 2020 - Série D, além de disputar a Recopa Gaúcha de 2020 com o Grêmio, campeão do Campeonato Gaúcho de Futebol de 2019 - Série A.

## Participantes

### Estádios
| Alvorada | Bagé | Cachoeirinha | Caxias do Sul | Cruz Alta | Eldorado do Sul    |
| --- | --- | --- | --- | --- | ------------------ |
| Morada dos Quero-Queros | Pedra Moura | Arena Cruzeiro | Centenário | Leão da Serra | CT Hélio Dourado   |
| Capacidade: 2 000 | Capacidade: 10 000 | Capacidade: 16 000 | Capacidade: 22 000 | Capacidade: 1 200 | Capacidade: 1 500  |
| | | | | |                    |
| Lajeado | \| 4 Bagé 3 Cruz Alta Caxias do Sul 6 Lajeado Nova Prata 1 Passo Fundo Pelotas 5 São Borja 2 Santa Cruz Santo Ângelo Tramandaí Legenda: 1 - N. Hamburgo 2 - São Leopoldo 3 - Cachoeirinha 4 - Alvorada 5 - Porto Alegre 6 - EldoradoLocalização das cidades que recebem os jogos desta edição da Copa. \| | \| 4 Bagé 3 Cruz Alta Caxias do Sul 6 Lajeado Nova Prata 1 Passo Fundo Pelotas 5 São Borja 2 Santa Cruz Santo Ângelo Tramandaí Legenda: 1 - N. Hamburgo 2 - São Leopoldo 3 - Cachoeirinha 4 - Alvorada 5 - Porto Alegre 6 - EldoradoLocalização das cidades que recebem os jogos desta edição da Copa. \| | \| 4 Bagé 3 Cruz Alta Caxias do Sul 6 Lajeado Nova Prata 1 Passo Fundo Pelotas 5 São Borja 2 Santa Cruz Santo Ângelo Tramandaí Legenda: 1 - N. Hamburgo 2 - São Leopoldo 3 - Cachoeirinha 4 - Alvorada 5 - Porto Alegre 6 - EldoradoLocalização das cidades que recebem os jogos desta edição da Copa. \| | \| 4 Bagé 3 Cruz Alta Caxias do Sul 6 Lajeado Nova Prata 1 Passo Fundo Pelotas 5 São Borja 2 Santa Cruz Santo Ângelo Tramandaí Legenda: 1 - N. Hamburgo 2 - São Leopoldo 3 - Cachoeirinha 4 - Alvorada 5 - Porto Alegre 6 - EldoradoLocalização das cidades que recebem os jogos desta edição da Copa. \| | Nova Prata         |
| Alviazul | \| 4 Bagé 3 Cruz Alta Caxias do Sul 6 Lajeado Nova Prata 1 Passo Fundo Pelotas 5 São Borja 2 Santa Cruz Santo Ângelo Tramandaí Legenda: 1 - N. Hamburgo 2 - São Leopoldo 3 - Cachoeirinha 4 - Alvorada 5 - Porto Alegre 6 - EldoradoLocalização das cidades que recebem os jogos desta edição da Copa. \| | \| 4 Bagé 3 Cruz Alta Caxias do Sul 6 Lajeado Nova Prata 1 Passo Fundo Pelotas 5 São Borja 2 Santa Cruz Santo Ângelo Tramandaí Legenda: 1 - N. Hamburgo 2 - São Leopoldo 3 - Cachoeirinha 4 - Alvorada 5 - Porto Alegre 6 - EldoradoLocalização das cidades que recebem os jogos desta edição da Copa. \| | \| 4 Bagé 3 Cruz Alta Caxias do Sul 6 Lajeado Nova Prata 1 Passo Fundo Pelotas 5 São Borja 2 Santa Cruz Santo Ângelo Tramandaí Legenda: 1 - N. Hamburgo 2 - São Leopoldo 3 - Cachoeirinha 4 - Alvorada 5 - Porto Alegre 6 - EldoradoLocalização das cidades que recebem os jogos desta edição da Copa. \| | \| 4 Bagé 3 Cruz Alta Caxias do Sul 6 Lajeado Nova Prata 1 Passo Fundo Pelotas 5 São Borja 2 Santa Cruz Santo Ângelo Tramandaí Legenda: 1 - N. Hamburgo 2 - São Leopoldo 3 - Cachoeirinha 4 - Alvorada 5 - Porto Alegre 6 - EldoradoLocalização das cidades que recebem os jogos desta edição da Copa. \| | Mario Cini         |
| Capacidade: 4 266 | \| 4 Bagé 3 Cruz Alta Caxias do Sul 6 Lajeado Nova Prata 1 Passo Fundo Pelotas 5 São Borja 2 Santa Cruz Santo Ângelo Tramandaí Legenda: 1 - N. Hamburgo 2 - São Leopoldo 3 - Cachoeirinha 4 - Alvorada 5 - Porto Alegre 6 - EldoradoLocalização das cidades que recebem os jogos desta edição da Copa. \| | \| 4 Bagé 3 Cruz Alta Caxias do Sul 6 Lajeado Nova Prata 1 Passo Fundo Pelotas 5 São Borja 2 Santa Cruz Santo Ângelo Tramandaí Legenda: 1 - N. Hamburgo 2 - São Leopoldo 3 - Cachoeirinha 4 - Alvorada 5 - Porto Alegre 6 - EldoradoLocalização das cidades que recebem os jogos desta edição da Copa. \| | \| 4 Bagé 3 Cruz Alta Caxias do Sul 6 Lajeado Nova Prata 1 Passo Fundo Pelotas 5 São Borja 2 Santa Cruz Santo Ângelo Tramandaí Legenda: 1 - N. Hamburgo 2 - São Leopoldo 3 - Cachoeirinha 4 - Alvorada 5 - Porto Alegre 6 - EldoradoLocalização das cidades que recebem os jogos desta edição da Copa. \| | \| 4 Bagé 3 Cruz Alta Caxias do Sul 6 Lajeado Nova Prata 1 Passo Fundo Pelotas 5 São Borja 2 Santa Cruz Santo Ângelo Tramandaí Legenda: 1 - N. Hamburgo 2 - São Leopoldo 3 - Cachoeirinha 4 - Alvorada 5 - Porto Alegre 6 - EldoradoLocalização das cidades que recebem os jogos desta edição da Copa. \| | Capacidade: 3 000  |
| | \| 4 Bagé 3 Cruz Alta Caxias do Sul 6 Lajeado Nova Prata 1 Passo Fundo Pelotas 5 São Borja 2 Santa Cruz Santo Ângelo Tramandaí Legenda: 1 - N. Hamburgo 2 - São Leopoldo 3 - Cachoeirinha 4 - Alvorada 5 - Porto Alegre 6 - EldoradoLocalização das cidades que recebem os jogos desta edição da Copa. \| | \| 4 Bagé 3 Cruz Alta Caxias do Sul 6 Lajeado Nova Prata 1 Passo Fundo Pelotas 5 São Borja 2 Santa Cruz Santo Ângelo Tramandaí Legenda: 1 - N. Hamburgo 2 - São Leopoldo 3 - Cachoeirinha 4 - Alvorada 5 - Porto Alegre 6 - EldoradoLocalização das cidades que recebem os jogos desta edição da Copa. \| | \| 4 Bagé 3 Cruz Alta Caxias do Sul 6 Lajeado Nova Prata 1 Passo Fundo Pelotas 5 São Borja 2 Santa Cruz Santo Ângelo Tramandaí Legenda: 1 - N. Hamburgo 2 - São Leopoldo 3 - Cachoeirinha 4 - Alvorada 5 - Porto Alegre 6 - EldoradoLocalização das cidades que recebem os jogos desta edição da Copa. \| | \| 4 Bagé 3 Cruz Alta Caxias do Sul 6 Lajeado Nova Prata 1 Passo Fundo Pelotas 5 São Borja 2 Santa Cruz Santo Ângelo Tramandaí Legenda: 1 - N. Hamburgo 2 - São Leopoldo 3 - Cachoeirinha 4 - Alvorada 5 - Porto Alegre 6 - EldoradoLocalização das cidades que recebem os jogos desta edição da Copa. \| |                    |
| Novo Hamburgo | \| 4 Bagé 3 Cruz Alta Caxias do Sul 6 Lajeado Nova Prata 1 Passo Fundo Pelotas 5 São Borja 2 Santa Cruz Santo Ângelo Tramandaí Legenda: 1 - N. Hamburgo 2 - São Leopoldo 3 - Cachoeirinha 4 - Alvorada 5 - Porto Alegre 6 - EldoradoLocalização das cidades que recebem os jogos desta edição da Copa. \| | \| 4 Bagé 3 Cruz Alta Caxias do Sul 6 Lajeado Nova Prata 1 Passo Fundo Pelotas 5 São Borja 2 Santa Cruz Santo Ângelo Tramandaí Legenda: 1 - N. Hamburgo 2 - São Leopoldo 3 - Cachoeirinha 4 - Alvorada 5 - Porto Alegre 6 - EldoradoLocalização das cidades que recebem os jogos desta edição da Copa. \| | \| 4 Bagé 3 Cruz Alta Caxias do Sul 6 Lajeado Nova Prata 1 Passo Fundo Pelotas 5 São Borja 2 Santa Cruz Santo Ângelo Tramandaí Legenda: 1 - N. Hamburgo 2 - São Leopoldo 3 - Cachoeirinha 4 - Alvorada 5 - Porto Alegre 6 - EldoradoLocalização das cidades que recebem os jogos desta edição da Copa. \| | \| 4 Bagé 3 Cruz Alta Caxias do Sul 6 Lajeado Nova Prata 1 Passo Fundo Pelotas 5 São Borja 2 Santa Cruz Santo Ângelo Tramandaí Legenda: 1 - N. Hamburgo 2 - São Leopoldo 3 - Cachoeirinha 4 - Alvorada 5 - Porto Alegre 6 - EldoradoLocalização das cidades que recebem os jogos desta edição da Copa. \| | Passo Fundo        |
| do Vale | \| 4 Bagé 3 Cruz Alta Caxias do Sul 6 Lajeado Nova Prata 1 Passo Fundo Pelotas 5 São Borja 2 Santa Cruz Santo Ângelo Tramandaí Legenda: 1 - N. Hamburgo 2 - São Leopoldo 3 - Cachoeirinha 4 - Alvorada 5 - Porto Alegre 6 - EldoradoLocalização das cidades que recebem os jogos desta edição da Copa. \| | \| 4 Bagé 3 Cruz Alta Caxias do Sul 6 Lajeado Nova Prata 1 Passo Fundo Pelotas 5 São Borja 2 Santa Cruz Santo Ângelo Tramandaí Legenda: 1 - N. Hamburgo 2 - São Leopoldo 3 - Cachoeirinha 4 - Alvorada 5 - Porto Alegre 6 - EldoradoLocalização das cidades que recebem os jogos desta edição da Copa. \| | \| 4 Bagé 3 Cruz Alta Caxias do Sul 6 Lajeado Nova Prata 1 Passo Fundo Pelotas 5 São Borja 2 Santa Cruz Santo Ângelo Tramandaí Legenda: 1 - N. Hamburgo 2 - São Leopoldo 3 - Cachoeirinha 4 - Alvorada 5 - Porto Alegre 6 - EldoradoLocalização das cidades que recebem os jogos desta edição da Copa. \| | \| 4 Bagé 3 Cruz Alta Caxias do Sul 6 Lajeado Nova Prata 1 Passo Fundo Pelotas 5 São Borja 2 Santa Cruz Santo Ângelo Tramandaí Legenda: 1 - N. Hamburgo 2 - São Leopoldo 3 - Cachoeirinha 4 - Alvorada 5 - Porto Alegre 6 - EldoradoLocalização das cidades que recebem os jogos desta edição da Copa. \| | BSBios Arena       |
| Capacidade: 5 129 | \| 4 Bagé 3 Cruz Alta Caxias do Sul 6 Lajeado Nova Prata 1 Passo Fundo Pelotas 5 São Borja 2 Santa Cruz Santo Ângelo Tramandaí Legenda: 1 - N. Hamburgo 2 - São Leopoldo 3 - Cachoeirinha 4 - Alvorada 5 - Porto Alegre 6 - EldoradoLocalização das cidades que recebem os jogos desta edição da Copa. \| | \| 4 Bagé 3 Cruz Alta Caxias do Sul 6 Lajeado Nova Prata 1 Passo Fundo Pelotas 5 São Borja 2 Santa Cruz Santo Ângelo Tramandaí Legenda: 1 - N. Hamburgo 2 - São Leopoldo 3 - Cachoeirinha 4 - Alvorada 5 - Porto Alegre 6 - EldoradoLocalização das cidades que recebem os jogos desta edição da Copa. \| | \| 4 Bagé 3 Cruz Alta Caxias do Sul 6 Lajeado Nova Prata 1 Passo Fundo Pelotas 5 São Borja 2 Santa Cruz Santo Ângelo Tramandaí Legenda: 1 - N. Hamburgo 2 - São Leopoldo 3 - Cachoeirinha 4 - Alvorada 5 - Porto Alegre 6 - EldoradoLocalização das cidades que recebem os jogos desta edição da Copa. \| | \| 4 Bagé 3 Cruz Alta Caxias do Sul 6 Lajeado Nova Prata 1 Passo Fundo Pelotas 5 São Borja 2 Santa Cruz Santo Ângelo Tramandaí Legenda: 1 - N. Hamburgo 2 - São Leopoldo 3 - Cachoeirinha 4 - Alvorada 5 - Porto Alegre 6 - EldoradoLocalização das cidades que recebem os jogos desta edição da Copa. \| | Capacidade: 3 500  |
| | \| 4 Bagé 3 Cruz Alta Caxias do Sul 6 Lajeado Nova Prata 1 Passo Fundo Pelotas 5 São Borja 2 Santa Cruz Santo Ângelo Tramandaí Legenda: 1 - N. Hamburgo 2 - São Leopoldo 3 - Cachoeirinha 4 - Alvorada 5 - Porto Alegre 6 - EldoradoLocalização das cidades que recebem os jogos desta edição da Copa. \| | \| 4 Bagé 3 Cruz Alta Caxias do Sul 6 Lajeado Nova Prata 1 Passo Fundo Pelotas 5 São Borja 2 Santa Cruz Santo Ângelo Tramandaí Legenda: 1 - N. Hamburgo 2 - São Leopoldo 3 - Cachoeirinha 4 - Alvorada 5 - Porto Alegre 6 - EldoradoLocalização das cidades que recebem os jogos desta edição da Copa. \| | \| 4 Bagé 3 Cruz Alta Caxias do Sul 6 Lajeado Nova Prata 1 Passo Fundo Pelotas 5 São Borja 2 Santa Cruz Santo Ângelo Tramandaí Legenda: 1 - N. Hamburgo 2 - São Leopoldo 3 - Cachoeirinha 4 - Alvorada 5 - Porto Alegre 6 - EldoradoLocalização das cidades que recebem os jogos desta edição da Copa. \| | \| 4 Bagé 3 Cruz Alta Caxias do Sul 6 Lajeado Nova Prata 1 Passo Fundo Pelotas 5 São Borja 2 Santa Cruz Santo Ângelo Tramandaí Legenda: 1 - N. Hamburgo 2 - São Leopoldo 3 - Cachoeirinha 4 - Alvorada 5 - Porto Alegre 6 - EldoradoLocalização das cidades que recebem os jogos desta edição da Copa. \| |                    |
| Pelotas | \| 4 Bagé 3 Cruz Alta Caxias do Sul 6 Lajeado Nova Prata 1 Passo Fundo Pelotas 5 São Borja 2 Santa Cruz Santo Ângelo Tramandaí Legenda: 1 - N. Hamburgo 2 - São Leopoldo 3 - Cachoeirinha 4 - Alvorada 5 - Porto Alegre 6 - EldoradoLocalização das cidades que recebem os jogos desta edição da Copa. \| | \| 4 Bagé 3 Cruz Alta Caxias do Sul 6 Lajeado Nova Prata 1 Passo Fundo Pelotas 5 São Borja 2 Santa Cruz Santo Ângelo Tramandaí Legenda: 1 - N. Hamburgo 2 - São Leopoldo 3 - Cachoeirinha 4 - Alvorada 5 - Porto Alegre 6 - EldoradoLocalização das cidades que recebem os jogos desta edição da Copa. \| | \| 4 Bagé 3 Cruz Alta Caxias do Sul 6 Lajeado Nova Prata 1 Passo Fundo Pelotas 5 São Borja 2 Santa Cruz Santo Ângelo Tramandaí Legenda: 1 - N. Hamburgo 2 - São Leopoldo 3 - Cachoeirinha 4 - Alvorada 5 - Porto Alegre 6 - EldoradoLocalização das cidades que recebem os jogos desta edição da Copa. \| | \| 4 Bagé 3 Cruz Alta Caxias do Sul 6 Lajeado Nova Prata 1 Passo Fundo Pelotas 5 São Borja 2 Santa Cruz Santo Ângelo Tramandaí Legenda: 1 - N. Hamburgo 2 - São Leopoldo 3 - Cachoeirinha 4 - Alvorada 5 - Porto Alegre 6 - EldoradoLocalização das cidades que recebem os jogos desta edição da Copa. \| | Porto Alegre       |
| Boca do Lobo | \| 4 Bagé 3 Cruz Alta Caxias do Sul 6 Lajeado Nova Prata 1 Passo Fundo Pelotas 5 São Borja 2 Santa Cruz Santo Ângelo Tramandaí Legenda: 1 - N. Hamburgo 2 - São Leopoldo 3 - Cachoeirinha 4 - Alvorada 5 - Porto Alegre 6 - EldoradoLocalização das cidades que recebem os jogos desta edição da Copa. \| | \| 4 Bagé 3 Cruz Alta Caxias do Sul 6 Lajeado Nova Prata 1 Passo Fundo Pelotas 5 São Borja 2 Santa Cruz Santo Ângelo Tramandaí Legenda: 1 - N. Hamburgo 2 - São Leopoldo 3 - Cachoeirinha 4 - Alvorada 5 - Porto Alegre 6 - EldoradoLocalização das cidades que recebem os jogos desta edição da Copa. \| | \| 4 Bagé 3 Cruz Alta Caxias do Sul 6 Lajeado Nova Prata 1 Passo Fundo Pelotas 5 São Borja 2 Santa Cruz Santo Ângelo Tramandaí Legenda: 1 - N. Hamburgo 2 - São Leopoldo 3 - Cachoeirinha 4 - Alvorada 5 - Porto Alegre 6 - EldoradoLocalização das cidades que recebem os jogos desta edição da Copa. \| | \| 4 Bagé 3 Cruz Alta Caxias do Sul 6 Lajeado Nova Prata 1 Passo Fundo Pelotas 5 São Borja 2 Santa Cruz Santo Ângelo Tramandaí Legenda: 1 - N. Hamburgo 2 - São Leopoldo 3 - Cachoeirinha 4 - Alvorada 5 - Porto Alegre 6 - EldoradoLocalização das cidades que recebem os jogos desta edição da Copa. \| | Passo D'Areia      |
| Capacidade: 15 478 | \| 4 Bagé 3 Cruz Alta Caxias do Sul 6 Lajeado Nova Prata 1 Passo Fundo Pelotas 5 São Borja 2 Santa Cruz Santo Ângelo Tramandaí Legenda: 1 - N. Hamburgo 2 - São Leopoldo 3 - Cachoeirinha 4 - Alvorada 5 - Porto Alegre 6 - EldoradoLocalização das cidades que recebem os jogos desta edição da Copa. \| | \| 4 Bagé 3 Cruz Alta Caxias do Sul 6 Lajeado Nova Prata 1 Passo Fundo Pelotas 5 São Borja 2 Santa Cruz Santo Ângelo Tramandaí Legenda: 1 - N. Hamburgo 2 - São Leopoldo 3 - Cachoeirinha 4 - Alvorada 5 - Porto Alegre 6 - EldoradoLocalização das cidades que recebem os jogos desta edição da Copa. \| | \| 4 Bagé 3 Cruz Alta Caxias do Sul 6 Lajeado Nova Prata 1 Passo Fundo Pelotas 5 São Borja 2 Santa Cruz Santo Ângelo Tramandaí Legenda: 1 - N. Hamburgo 2 - São Leopoldo 3 - Cachoeirinha 4 - Alvorada 5 - Porto Alegre 6 - EldoradoLocalização das cidades que recebem os jogos desta edição da Copa. \| | \| 4 Bagé 3 Cruz Alta Caxias do Sul 6 Lajeado Nova Prata 1 Passo Fundo Pelotas 5 São Borja 2 Santa Cruz Santo Ângelo Tramandaí Legenda: 1 - N. Hamburgo 2 - São Leopoldo 3 - Cachoeirinha 4 - Alvorada 5 - Porto Alegre 6 - EldoradoLocalização das cidades que recebem os jogos desta edição da Copa. \| | Capacidade: 10 646 |
| | \| 4 Bagé 3 Cruz Alta Caxias do Sul 6 Lajeado Nova Prata 1 Passo Fundo Pelotas 5 São Borja 2 Santa Cruz Santo Ângelo Tramandaí Legenda: 1 - N. Hamburgo 2 - São Leopoldo 3 - Cachoeirinha 4 - Alvorada 5 - Porto Alegre 6 - EldoradoLocalização das cidades que recebem os jogos desta edição da Copa. \| | \| 4 Bagé 3 Cruz Alta Caxias do Sul 6 Lajeado Nova Prata 1 Passo Fundo Pelotas 5 São Borja 2 Santa Cruz Santo Ângelo Tramandaí Legenda: 1 - N. Hamburgo 2 - São Leopoldo 3 - Cachoeirinha 4 - Alvorada 5 - Porto Alegre 6 - EldoradoLocalização das cidades que recebem os jogos desta edição da Copa. \| | \| 4 Bagé 3 Cruz Alta Caxias do Sul 6 Lajeado Nova Prata 1 Passo Fundo Pelotas 5 São Borja 2 Santa Cruz Santo Ângelo Tramandaí Legenda: 1 - N. Hamburgo 2 - São Leopoldo 3 - Cachoeirinha 4 - Alvorada 5 - Porto Alegre 6 - EldoradoLocalização das cidades que recebem os jogos desta edição da Copa. \| | \| 4 Bagé 3 Cruz Alta Caxias do Sul 6 Lajeado Nova Prata 1 Passo Fundo Pelotas 5 São Borja 2 Santa Cruz Santo Ângelo Tramandaí Legenda: 1 - N. Hamburgo 2 - São Leopoldo 3 - Cachoeirinha 4 - Alvorada 5 - Porto Alegre 6 - EldoradoLocalização das cidades que recebem os jogos desta edição da Copa. \| |                    |
| Santa Cruz do Sul | Santo Ângelo | São Borja | São Leopoldo | Tramandaí |                    |
| Eucaliptos | Zona Sul | Vicentão | Cristo Rei | Módulo Esportivo |                    |
| Capacidade: 3 600 | Capacidade: 8 000 | Capacidade: 8 000 | Capacidade: 7 800 | Capacidade: 2 000 |                    |
| | | | | |                    |
| 4 Bagé 3 Cruz Alta Caxias do Sul 6 Lajeado Nova Prata 1 Passo Fundo Pelotas 5 São Borja 2 Santa Cruz Santo Ângelo Tramandaí Legenda: 1 - N. Hamburgo 2 - São Leopoldo 3 - Cachoeirinha 4 - Alvorada 5 - Porto Alegre 6 - EldoradoLocalização das cidades que recebem os jogos desta edição da Copa. | | | | |                    |

## Fase de Grupos

### Grupo A
| Grupo A | Grupo A        | Grupo A | Grupo A | Grupo A | Grupo A | Grupo A | Grupo A | Grupo A | Grupo A | Grupo A |
| Pos     | Times          | Pts     | J       | V       | E       | D       | GP      | GC      | SG      | %       |
| ------- | -------------- | ------- | ------- | ------- | ------- | ------- | ------- | ------- | ------- | ------- |
| 1       | Bagé           | 20      | 8       | 6       | 2       | 0       | 15      | 1       | +14     | 83%     |
| 2       | Pelotas        | 17      | 8       | 5       | 2       | 1       | 17      | 5       | +12     | 71%     |
| 3       | Cruzeiro-RS    | 14      | 8       | 4       | 2       | 2       | 17      | 6       | +11     | 58%     |
| 4       | 12 Horas       | 4       | 8       | 1       | 1       | 6       | 4       | 15      | -11     | 17%     |
| 5       | União Harmonia | 1       | 8       | 0       | 1       | 7       | 1       | 27      | -26     | 4%      |

|  |                                       |
|  | Equipes classificadas à Segunda Fase. |

| Bagé           |       | 0 – 0 | 2 – 0 | 2 – 0 | 1 – 0 |
| Cruzeiro-RS    | 1 – 2 |       | 1 – 1 | 3 – 0 | 3 – 1 |
| Pelotas        | 0 – 0 | 2 – 0 |       | 5 – 1 | 3 – 1 |
| União Harmonia | 0 – 6 | 0 – 6 | 0 – 3 |       | 0 – 0 |
| 12 Horas       | 0 – 2 | 0 – 3 | 0 – 3 | 2 – 0 |       |

|  |                     |  |        |  |                      |
|  | Vitória do Mandante |  | Empate |  | Vitória do Visitante |

### Grupo B
| Grupo B | Grupo B         | Grupo B | Grupo B | Grupo B | Grupo B | Grupo B | Grupo B | Grupo B | Grupo B | Grupo B |
| Pos     | Times           | Pts     | J       | V       | E       | D       | GP      | GC      | SG      | %       |
| ------- | --------------- | ------- | ------- | ------- | ------- | ------- | ------- | ------- | ------- | ------- |
| 1       | Aimoré          | 17      | 8       | 5       | 2       | 1       | 22      | 5       | +17     | 71%     |
| 2       | Internacional B | 16      | 8       | 5       | 1       | 2       | 17      | 8       | +9      | 67%     |
| 3       | Novo Hamburgo   | 13      | 8       | 4       | 1       | 3       | 11      | 11      | 0       | 54%     |
| 4       | Real            | 5       | 8       | 1       | 2       | 5       | 9       | 18      | -9      | 21%     |
| 5       | Novo Horizonte  | 3*      | 8       | 2       | 0       | 6       | 7       | 24      | -17     | 29%     |

|  |                                       |
|  | Equipes classificadas à Segunda Fase. |

| Aimoré         |       | 4 – 1 | 5 – 0 | 5 – 0 | 5 – 0 |
| Internacional  | 0 – 0 |       | 0 – 1 | 2 – 0 | 4 – 2 |
| Novo Hamburgo  | 1 – 2 | 0 – 2 |       | 5 – 0 | 1 – 1 |
| Novo Horizonte | 3 – 1 | 0 – 4 | 1 – 2 |       | 0 – 3 |
| Real           | 0 – 0 | 1 – 4 | 0 – 1 | 2 – 3 |       |

|  |                     |  |        |  |                      |
|  | Vitória do Mandante |  | Empate |  | Vitória do Visitante |

### Grupo C
| Grupo C | Grupo C     | Grupo C | Grupo C | Grupo C | Grupo C | Grupo C | Grupo C | Grupo C | Grupo C | Grupo C |
| Pos     | Times       | Pts     | J       | V       | E       | D       | GP      | GC      | SG      | %       |
| ------- | ----------- | ------- | ------- | ------- | ------- | ------- | ------- | ------- | ------- | ------- |
| 1       | São José-RS | 16      | 8       | 5       | 1       | 2       | 12      | 7       | +5      | 67%     |
| 2       | Caxias      | 15      | 8       | 5       | 0       | 3       | 14      | 9       | +5      | 63%     |
| 3       | Grêmio B    | 13      | 8       | 4       | 1       | 3       | 14      | 11      | +3      | 54%     |
| 4       | Lajeadense  | 8       | 8       | 2       | 2       | 4       | 10      | 13      | -3      | 33%     |
| 5       | Avenida     | 5       | 8       | 1       | 2       | 5       | 3       | 13      | -10     | 21%     |

|  |                                       |
|  | Equipes classificadas à Segunda Fase. |

| Avenida     |       | 0 – 1 | 1 – 1 | 1 – 1 | 0 – 3 |
| Caxias      | 3 – 0 |       | 2 – 1 | 4 – 2 | 2 – 0 |
| Grêmio      | 3 – 0 | 3 – 1 |       | 2 – 0 | 0 – 2 |
| Lajeadense  | 0 – 1 | 1 – 0 | 4 – 2 |       | 2 – 2 |
| São José-RS | 1 – 0 | 2 – 1 | 1 – 2 | 1 – 0 |       |

|  |                     |  |        |  |                      |
|  | Vitória do Mandante |  | Empate |  | Vitória do Visitante |

### Grupo D
| Grupo D | Grupo D      | Grupo D | Grupo D | Grupo D | Grupo D | Grupo D | Grupo D | Grupo D | Grupo D | Grupo D |
| Pos     | Times        | Pts     | J       | V       | E       | D       | GP      | GC      | SG      | %       |
| ------- | ------------ | ------- | ------- | ------- | ------- | ------- | ------- | ------- | ------- | ------- |
| 1       | São Borja    | 18      | 8       | 5       | 3       | 0       | 10      | 4       | +6      | 75%     |
| 2       | Gaúcho       | 17      | 8       | 5       | 2       | 1       | 14      | 3       | +11     | 71%     |
| 3       | Santo Ângelo | 13      | 8       | 4       | 1       | 3       | 8       | 5       | +3      | 54%     |
| 4       | Cruz Alta    | 5       | 8       | 1       | 2       | 5       | 6       | 16      | -10     | 21%     |
| 5       | Nova Prata   | 2       | 8       | 0       | 2       | 6       | 5       | 15      | -10     | 8%      |

|  |                                       |
|  | Equipes classificadas à Segunda Fase. |

| Cruz Alta    |       | 0 – 1 | 1 – 0 | 0 – 1 | 1 – 1 |
| Gaúcho       | 7 – 0 |       | 2 – 0 | 1 – 0 | 1 – 1 |
| Nova Prata   | 2 – 2 | 1 – 1 |       | 0 – 2 | 0 – 1 |
| Santo Ângelo | 2 – 1 | 0 – 1 | 3 – 1 |       | 0 – 1 |
| São Borja    | 2 – 1 | 1 – 0 | 3 – 1 | 0 – 0 |       |

|  |                     |  |        |  |                      |
|  | Vitória do Mandante |  | Empate |  | Vitória do Visitante |

## Fase Final

### Potes de sorteio
Conforme definido pelo regulamento, os confrontos serão decididos através de sorteio, em que se escolhe uma equipe do pote 1 e outra do pote 2. Ficou definido também, que as equipes do pote 1 receberão em seus estádios o segundo jogo da segunda fase.
| Pote 1 (forma de classificação) | Pote 2 (forma de classificação) |
| --- | --- |
| Bagé (1º do Grupo A) Pelotas (2º do Grupo A) Aimoré (1º do Grupo B) Internacional B (2º do Grupo B) São José-RS (1º do Grupo C) Caxias (2º do Grupo C) São Borja (1º do Grupo D) Gaúcho (2º do Grupo D) | Cruzeiro-RS (3º do Grupo A) 12 Horas (4º do Grupo A) Novo Hamburgo (3º do Grupo B) Real (4º do Grupo B) Grêmio (3º do Grupo C) Lajeadense (4º do Grupo C) Santo Ângelo (3º do Grupo D) Cruz Alta (4º do Grupo D) |

### Resumo
* Em itálico, os times que possuem o mando de campo no primeiro jogo do confronto e em negrito os times classificados
|  | Oitavas de final   | Oitavas de final   | Oitavas de final   | Oitavas de final   |       |         | Quartas de final   | Quartas de final   | Quartas de final   | Quartas de final   |  |                 | Semifinais         | Semifinais         | Semifinais         | Semifinais         |         |   | Final               | Final               | Final               | Final               |
|  | 19 a 24 de outubro | 19 a 24 de outubro | 19 a 24 de outubro | 19 a 24 de outubro |       |         | 27 a 31 de outubro | 27 a 31 de outubro | 27 a 31 de outubro | 27 a 31 de outubro |  |                 | 3 a 11 de novembro | 3 a 11 de novembro | 3 a 11 de novembro | 3 a 11 de novembro |         |   | 17 a 23 de novembro | 17 a 23 de novembro | 17 a 23 de novembro | 17 a 23 de novembro |
|  |                    |                    |                    |                    |       |         |                    |                    |                    |                    |  |                 |                    |                    |                    |                    |         |   |                     |                     |                     |                     |
|  | Pelotas            | 2                  | 4                  | 6                  |       |         |                    |                    |                    |                    |  |                 |                    |                    |                    |                    |         |   |                     |                     |                     |                     |
|  | Cruz Alta          | 0                  | 0                  | 0                  |       |         |                    |                    |                    |                    |  |                 |                    |                    |                    |                    |         |   |                     |                     |                     |                     |
|  | Cruz Alta          | 0                  | 0                  | 0                  |       | Pelotas | 4                  | 1                  | 5                  |                    |  |                 |                    |                    |                    |                    |         |   |                     |                     |                     |                     |
|  |                    |                    |                    |                    |       | Pelotas | 4                  | 1                  | 5                  |                    |  |                 |                    |                    |                    |                    |         |   |                     |                     |                     |                     |
|  |                    | São Borja          | 1                  | 2                  | 3     |         |                    |                    |                    |                    |  |                 |                    |                    |                    |                    |         |   |                     |                     |                     |                     |
|  | São Borja          | São Borja          | 1                  | 2                  | 3     | 3       | 1                  | 4                  |                    |                    |  |                 |                    |                    |                    |                    |         |   |                     |                     |                     |                     |
|  | São Borja          |                    |                    |                    |       | 3       | 1                  | 4                  |                    |                    |  |                 |                    |                    |                    |                    |         |   |                     |                     |                     |                     |
|  | 12 Horas           | 3                  | 0                  | 3                  |       |         |                    |                    |                    |                    |  |                 |                    |                    |                    |                    |         |   |                     |                     |                     |                     |
|  | 12 Horas           | 3                  | 0                  | 3                  |       |         |                    |                    |                    |                    |  | Pelotas         | 1                  | 1                  | 2                  |                    |         |   |                     |                     |                     |                     |
|  |                    |                    |                    |                    |       |         |                    |                    |                    |                    |  | Pelotas         | 1                  | 1                  | 2                  |                    |         |   |                     |                     |                     |                     |
|  |                    | Caxias             | 0                  | 1                  | 1     |         |                    |                    |                    |                    |  |                 |                    |                    |                    |                    |         |   |                     |                     |                     |                     |
|  | Gaúcho             | Caxias             | 0                  | 1                  | 1     | 1       | 2                  | 3                  |                    |                    |  |                 |                    |                    |                    |                    |         |   |                     |                     |                     |                     |
|  | Gaúcho             |                    |                    |                    |       | 1       | 2                  | 3                  |                    |                    |  |                 |                    |                    |                    |                    |         |   |                     |                     |                     |                     |
|  | Grêmio B           | 2                  | 0                  | 2                  |       |         |                    |                    |                    |                    |  |                 |                    |                    |                    |                    |         |   |                     |                     |                     |                     |
|  | Grêmio B           | 2                  | 0                  | 2                  |       | Gaúcho  | 0                  | 1                  | 1                  |                    |  |                 |                    |                    |                    |                    |         |   |                     |                     |                     |                     |
|  |                    |                    |                    |                    |       | Gaúcho  | 0                  | 1                  | 1                  |                    |  |                 |                    |                    |                    |                    |         |   |                     |                     |                     |                     |
|  |                    | Caxias             | 0                  | 2                  | 2     |         |                    |                    |                    |                    |  |                 |                    |                    |                    |                    |         |   |                     |                     |                     |                     |
|  | Caxias             | Caxias             | 0                  | 2                  | 2     | 0       | 2                  | 2 (4)              |                    |                    |  |                 |                    |                    |                    |                    |         |   |                     |                     |                     |                     |
|  | Caxias             |                    |                    |                    |       | 0       | 2                  | 2 (4)              |                    |                    |  |                 |                    |                    |                    |                    |         |   |                     |                     |                     |                     |
|  | Santo Ângelo       | 2                  | 0                  | 2 (2)              |       |         |                    |                    |                    |                    |  |                 |                    |                    |                    |                    |         |   |                     |                     |                     |                     |
|  | Santo Ângelo       | 2                  | 0                  | 2 (2)              |       |         |                    |                    |                    |                    |  |                 |                    |                    |                    |                    | Pelotas | 2 | 0                   | 2                   |                     |                     |
|  |                    |                    |                    |                    |       |         |                    |                    |                    |                    |  |                 |                    |                    |                    |                    |         | 2 | 0                   | 2                   |                     |                     |
|  |                    | São José-RS        | 0                  | 1                  | 1     |         |                    |                    |                    |                    |  |                 |                    |                    |                    |                    |         |   |                     |                     |                     |                     |
|  | Bagé               | São José-RS        | 0                  | 1                  | 1     | 1       | 1                  | 2 (5)              |                    |                    |  |                 |                    |                    |                    |                    |         |   |                     |                     |                     |                     |
|  | Bagé               |                    |                    |                    |       | 1       | 1                  | 2 (5)              |                    |                    |  |                 |                    |                    |                    |                    |         |   |                     |                     |                     |                     |
|  | Lajeadense         | 1                  | 1                  | 2 (4)              |       |         |                    |                    |                    |                    |  |                 |                    |                    |                    |                    |         |   |                     |                     |                     |                     |
|  | Lajeadense         | 1                  | 1                  | 2 (4)              |       | Bagé    | 1                  | 1                  | 2                  |                    |  |                 |                    |                    |                    |                    |         |   |                     |                     |                     |                     |
|  |                    |                    |                    |                    |       | Bagé    | 1                  | 1                  | 2                  |                    |  |                 |                    |                    |                    |                    |         |   |                     |                     |                     |                     |
|  |                    | Internacional B    | 2                  | 2                  | 4     |         |                    |                    |                    |                    |  |                 |                    |                    |                    |                    |         |   |                     |                     |                     |                     |
|  | Internacional B    | Internacional B    | 2                  | 2                  | 4     | 2       | 2                  | 4                  |                    |                    |  |                 |                    |                    |                    |                    |         |   |                     |                     |                     |                     |
|  | Internacional B    |                    |                    |                    |       | 2       | 2                  | 4                  |                    |                    |  |                 |                    |                    |                    |                    |         |   |                     |                     |                     |                     |
|  | Real               | 1                  | 0                  | 1                  |       |         |                    |                    |                    |                    |  |                 |                    |                    |                    |                    |         |   |                     |                     |                     |                     |
|  | Real               | 1                  | 0                  | 1                  |       |         |                    |                    |                    |                    |  | Internacional B | 1                  | 0                  | 1                  |                    |         |   |                     |                     |                     |                     |
|  |                    |                    |                    |                    |       |         |                    |                    |                    |                    |  | Internacional B | 1                  | 0                  | 1                  |                    |         |   |                     |                     |                     |                     |
|  |                    | São José-RS        | 5                  | 3                  | 8     |         |                    |                    |                    |                    |  |                 |                    |                    |                    |                    |         |   |                     |                     |                     |                     |
|  | Aimoré             | São José-RS        | 5                  | 3                  | 8     | 0       | 2                  | 2                  |                    |                    |  |                 |                    |                    |                    |                    |         |   |                     |                     |                     |                     |
|  | Aimoré             |                    |                    |                    |       | 0       | 2                  | 2                  |                    |                    |  |                 |                    |                    |                    |                    |         |   |                     |                     |                     |                     |
|  | Cruzeiro-RS        | 1                  | 0                  | 1                  |       |         |                    |                    |                    |                    |  |                 |                    |                    |                    |                    |         |   |                     |                     |                     |                     |
|  | Cruzeiro-RS        | 1                  | 0                  | 1                  |       | Aimoré  | 1                  | 1                  | 2 (3)              |                    |  |                 |                    |                    |                    |                    |         |   |                     |                     |                     |                     |
|  |                    |                    |                    |                    |       | Aimoré  | 1                  | 1                  | 2 (3)              |                    |  |                 |                    |                    |                    |                    |         |   |                     |                     |                     |                     |
|  |                    | São José-RS        | 1                  | 1                  | 2 (5) |         |                    |                    |                    |                    |  |                 |                    |                    |                    |                    |         |   |                     |                     |                     |                     |
|  | São José-RS        | São José-RS        | 1                  | 1                  | 2 (5) | 1       | 2                  | 3                  |                    |                    |  |                 |                    |                    |                    |                    |         |   |                     |                     |                     |                     |
|  | São José-RS        |                    |                    |                    |       | 1       | 2                  | 3                  |                    |                    |  |                 |                    |                    |                    |                    |         |   |                     |                     |                     |                     |
|  | Novo Hamburgo      | 0                  | 2                  | 2                  |       |         |                    |                    |                    |                    |  |                 |                    |                    |                    |                    |         |   |                     |                     |                     |                     |

## Estatísticas

### Artilharia
Atualizado até os jogos de 26/09
| Pos. | Jogador         | Equipe          | Gols |
| ---- | --------------- | --------------- | ---- |
| 1º   | Matheus         | Aimoré          | 9    |
| 2º   | Giovane         | Pelotas         | 5    |
| 3º   | Wallace         | Lajeadense      | 4    |
| 3º   | João            | Cruzeiro-RS     | 4    |
| 5º   | Alan Calbergue  | Aimoré          | 3    |
| 5º   | Anderson        | Aimoré          | 3    |
| 5º   | Kesley          | Internacional B | 3    |
| 5º   | Laion           | São Borja       | 3    |
| 5º   | Luan            | Novo Hamburgo   | 3    |
| 5º   | Lucas           | Cruzeiro-RS     | 3    |
| 5º   | Michel          | Caxias          | 3    |
| 5º   | Natanael        | Gaúcho          | 3    |
| 5º   | Osmar           | Real            | 3    |
| 14º  | André           | Aimoré          | 2    |
| 14º  | Diego Santos    | Gaúcho          | 2    |
| 14º  | Eduardo Menezes | Cruzeiro-RS     | 2    |
| 14º  | Éverton         | Santo Ângelo    | 2    |
| 14º  | Gabriel         | Gaúcho          | 2    |
| 14º  | Jaja            | São Borja       | 2    |
| 14º  | Laércio         | Caxias          | 2    |
| 14º  | Lucas           | 12 Horas        | 2    |
| 14º  | Makelele        | Nova Prata      | 2    |
| 14º  | Márcio Jonatan  | Caxias          | 2    |
| 14º  | Matheus Frizzo  | Grêmio B        | 2    |
| 14º  | Nilo            | Lajeadense      | 2    |
| 14º  | Pablo           | Aimoré          | 2    |
| 14º  | Pedro           | Internacional B | 2    |
| 14º  | Rafa            | São José-RS     | 2    |
| 14º  | Renan           | Cruz Alta       | 2    |
| 14º  | Rômulo          | Bagé            | 2    |
| 14º  | Tássio          | Caxias          | 2    |
| 14º  | Vinícius        | Bagé            | 2    |
| 14º  | Vitinho         | Internacional B | 2    |
| 34º  | Ângelo          | Novo Horizonte  | 1    |
| 34º  | Arthur Taufer   | Lajeadense      | 1    |
| 34º  | Benhur          | Cruzeiro-RS     | 1    |
| 34º  | Bruno           | Gaúcho          | 1    |
| 34º  | Bruno           | Novo Hamburgo   | 1    |
| 34º  | Caio            | Internacional B | 1    |
| 34º  | Chiquinho       | São Borja       | 1    |
| 34º  | Claudinho       | Avenida         | 1    |
| 34º  | Da Silva        | Grêmio B        | 1    |
| 34º  | Davi            | Real            | 1    |
| 34º  | Douglas         | Santo Ângelo    | 1    |
| 34º  | Edson           | Internacional B | 1    |
| 34º  | Emílio          | Bagé            | 1    |
| 34º  | Éverton         | Novo Horizonte  | 1    |
| 34º  | Éverton         | São José-RS     | 1    |
| 34º  | Éverton Júnior  | São José-RS     | 1    |
| 34º  | Ferreira        | Grêmio B        | 1    |
| 34º  | Flávio          | Cruz Alta       | 1    |
| 34º  | Garrati         | Pelotas         | 1    |

| Pos. | Jogador          | Equipe          | Gols |
| ---- | ---------------- | --------------- | ---- |
| 32º  | Germano          | Aimoré          | 1    |
| 32º  | GGol             | Nova Prata      | 1    |
| 32º  | Gregory          | Nova Prata      | 1    |
| 32º  | Guga             | Gaúcho          | 1    |
| 32º  | Gustavo Xuxa     | São José-RS     | 1    |
| 32º  | Isaque           | Grêmio B        | 1    |
| 32º  | Jean             | Caxias          | 1    |
| 32º  | Jo               | Pelotas         | 1    |
| 32º  | Joanderson       | Grêmio B        | 1    |
| 32º  | João             | Grêmio B        | 1    |
| 32º  | João             | Real            | 1    |
| 32º  | José Vitor       | Internacional B | 1    |
| 32º  | Josué            | São José-RS     | 1    |
| 32º  | Juliano Fabro    | Internacional B | 1    |
| 32º  | Júlio            | Cruzeiro-RS     | 1    |
| 32º  | Kesley           | Novo Hamburgo   | 1    |
| 32º  | Leandro          | Internacional B | 1    |
| 32º  | Léo Bahia        | Bagé            | 1    |
| 32º  | Leylon           | São Borja       | 1    |
| 32º  | Lu               | Gaúcho          | 1    |
| 32º  | Luan             | Gaúcho          | 1    |
| 32º  | Luan Menegaz     | Novo Hamburgo   | 1    |
| 32º  | Luis Henrique    | Avenida         | 1    |
| 32º  | Marabá           | Caxias          | 1    |
| 32º  | Marcelo          | São José-RS     | 1    |
| 32º  | Mateus           | Pelotas         | 1    |
| 32º  | Mateus           | Lajeadense      | 1    |
| 32º  | Matheus          | Internacional B | 1    |
| 32º  | Maxsuel          | Novo Horizonte  | 1    |
| 32º  | Michel           | 12 Horas        | 1    |
| 32º  | Negreti          | Pelotas         | 1    |
| 32º  | Netto            | Internacional B | 1    |
| 32º  | Pedro Vitor      | Real            | 1    |
| 32º  | Rafael Magalhães | Gaúcho          | 1    |
| 32º  | Roger            | Lajeadense      | 1    |
| 32º  | Rogerinho        | Bagé            | 1    |
| 32º  | Sampson          | Aimoré          | 1    |
| 32º  | Tiago            | São José-RS     | 1    |
| 32º  | Varela           | Grêmio B        | 1    |
| 32º  | Vinícius         | Pelotas         | 1    |
| 32º  | Walacer          | Pelotas         | 1    |
| 32º  | Wallan           | Bagé            | 1    |
| 32º  | Welerson         | 12 Horas        | 1    |
| 32º  | Weslei           | Internacional B | 1    |
| 32º  | Yan              | Cruzeiro-RS     | 1    |
| 32º  | Yan              | Novo Horizonte  | 1    |

| Jogador | Equipe         | Equipe favorecida |
| ------- | -------------- | ----------------- |
| Renato  | União Harmonia | Bagé              |
| Carlos  | União Harmonia | Cruzeiro-RS       |

### Hat-tricks
| Jogador | Clube       | Adversário     | Placar | Data           | Ref.  |
| ------- | ----------- | -------------- | ------ | -------------- | ----- |
| Matheus | Aimoré      | Novo Hamburgo  | 5–0    | 11 de agosto   | [ 4 ] |
| Giovane | Pelotas     | União Harmonia | 3–0    | 5 de setembro  | [ 5 ] |
| Matheus | Aimoré      | Internacional  | 4–1    | 22 de setembro | [ 6 ] |
| Lucas   | Cruzeiro-RS | União Harmonia | 6–0    | 25 de setembro | [ 7 ] |

### Público

#### Média
As médias de público são calculadas manualmente, levando-se em conta o relatório oficial emitido pela Federação Gaúcha de Futebol, disponíveis no site oficial.
| Pos. | Time            | Média | Total | Mandos | Maior | Menor |
| ---- | --------------- | ----- | ----- | ------ | ----- | ----- |
| 1    | Pelotas         | 952   | 7 615 | 8      | 2 406 | 386   |
| 2    | Lajeadense      | 339   | 1 354 | 4*     | 472   | 226   |
| 3    | Avenida         | 324   | 1 296 | 4      | 406   | 183   |
| 4    | São José-RS     | 278   | 1 668 | 6*     | 1 007 | 82    |
| 5    | Caxias          | 265   | 1 591 | 6*     | 396   | 89    |
| 6    | Novo Hamburgo   | 194   | 968   | 5      | 319   | 130   |
| 7    | Cruzeiro-RS     | 187   | 747   | 4*     | 219   | 128   |
| 8    | Aimoré          | 184   | 922   | 5*     | 428   | 61    |
| 9    | Gaúcho          | 184   | 1 104 | 6      | 304   | 98    |
| 10   | Santo Ângelo    | 155   | 466   | 3*     | 277   | 46    |
| 11   | Cruz Alta       | 146   | 728   | 5      | 300   | 81    |
| 12   | São Borja       | 144   | 864   | 6      | 276   | 70    |
| 13   | Bagé            | 89    | 532   | 6      | 170   | 52    |
| 14   | Grêmio B        | 76    | 229   | 3*     | 98    | 58    |
| 15   | Real            | 72    | 360   | 5      | 100   | 40    |
| 16   | Nova Prata      | 50    | 198   | 4      | 66    | 28    |
| 17   | 12 Horas        | 42    | 209   | 5      | 69    | 19    |
| 18   | Novo Horizonte  | 34    | 136   | 4      | 55    | 20    |
| 19   | União Harmonia  | 32    | 128   | 4      | 40    | 25    |
| 20   | Internacional B | 0     | 0     | 5*     | 0     | 0     |

### Classificação Final
| Finalistas                      |                 |    |    |    |   |   |    |    |     |
| 1                               | Pelotas         | 33 | 16 | 10 | 3 | 3 | 32 | 10 | +22 |
| 2                               | São José-RS     | 30 | 16 | 9  | 3 | 4 | 28 | 16 | +12 |
| Eliminados nas semifinais       |                 |    |    |    |   |   |    |    |     |
| 3                               | Internacional B | 28 | 14 | 9  | 1 | 4 | 26 | 19 | +7  |
| 4                               | Caxias          | 24 | 14 | 7  | 3 | 4 | 17 | 12 | +5  |
| Eliminados nas quartas de final |                 |    |    |    |   |   |    |    |     |
| 5                               | São Borja       | 25 | 12 | 7  | 4 | 1 | 17 | 12 | +5  |
| 6                               | Aimoré          | 22 | 12 | 6  | 4 | 2 | 26 | 8  | +18 |
| 7                               | Bagé            | 22 | 12 | 6  | 4 | 2 | 19 | 7  | +12 |
| 8                               | Gaúcho          | 21 | 12 | 6  | 3 | 3 | 18 | 7  | +11 |
| Eliminados nas oitavas de final |                 |    |    |    |   |   |    |    |     |
| 9                               | Cruzeiro-RS     | 17 | 10 | 5  | 2 | 3 | 18 | 8  | +10 |
| 10                              | Santo Ângelo    | 16 | 10 | 5  | 1 | 4 | 10 | 7  | +3  |
| 11                              | Grêmio B        | 16 | 10 | 5  | 1 | 4 | 16 | 14 | +2  |
| 12                              | Novo Hamburgo   | 14 | 10 | 4  | 2 | 4 | 13 | 14 | -1  |
| 13                              | Lajeadense      | 10 | 10 | 2  | 4 | 4 | 12 | 15 | -3  |
| 14                              | Real            | 5  | 10 | 1  | 2 | 7 | 10 | 22 | -12 |
| 15                              | 12 Horas        | 5  | 10 | 1  | 2 | 7 | 7  | 19 | -12 |
| 16                              | Cruz Alta       | 5  | 10 | 1  | 2 | 7 | 6  | 22 | -16 |
| Eliminados na fase de grupos    |                 |    |    |    |   |   |    |    |     |
| 17                              | Avenida         | 5  | 8  | 1  | 2 | 5 | 3  | 13 | -10 |
| 18                              | Novo Horizonte  | 3* | 8  | 2  | 0 | 6 | 7  | 24 | -17 |
| 19                              | Nova Prata      | 2  | 8  | 0  | 2 | 6 | 5  | 15 | -10 |
| 20                              | União Harmonia  | 1  | 8  | 0  | 1 | 7 | 1  | 27 | -26 |

* Perda de 3 pontos no TJD/RS

## Campeão
| Copa FGF de 2019             |
| Pelotas                      |
| ---------------------------- |
| Pelotas Campeão (2.º título) |